# Лобня
Ло́бня (рос. Лобня) — місто в Московській області Росії, єдиний населений пункт міського округу Лобня, розташований за 15 км на північ від Московської кільцевої автомобільної дороги. Місто обласного підпорядкування. Залізнична станція Лобня на лінії Москва — Савелово. Поблизу міста розташовано міжнародний аеропорт Шереметьєво. Місто розташовано на південно-східному схилі Смоленсько-Московської височини на річках Мещериха (Альба) та Лобненка.

## Історія
Місто виросло із селища, яке виникло у 1902 році біля станції Савеловської залізниці Лобня (відкрита у 1901 році) та найближчих населених пунктів. Назву отримало від річки Лобня, гідроніма балтійського походження: від loba, lobas («долина, русло річки»).
У середині 19 століття у селі Поляна (пізніше Червона Поляна, рос. Красная Поляна) була збудована паперова фабрика купців Крестовникових де на початку 20 ст. працювало 1,3 тис. чол. 1970 року населення селища складало 8,3 тисячі людей, 1975 року воно увійшло до складу Лобні.
При станції Лобня почалось дачне будівництво. У 1920-х роках у селищі Лобня з'явились перші промислові підприємства — лісопильне, цегляне. У роки ІІ Світової війни в районі селища Червона Поляна 8 грудня 1941 року радянські війська зупинили німецькі танки на підступах до Москви.
Статус робітничого селища з 1947 року, статус міста з 18 грудня 1961 року.
У місті та навколишніх селах розміщена велика кількість військових частин.

## Символіка
Місто Лобня має власну символіку — герб та прапор. Основою гербової композиції є зображення мартина на фоні щита блакитного та червоного кольору. Сучасна версія герба та прапора міста ухвалена 9 жовтня 2003 року.

## Промисловість
У Лобні працюють завод будівельних матеріалів, електротехнічний, металовиробів, бавовнопрядильна, іграшкова та птахофабрики.

### Народні промисли
Поблизу Лобні розташовано кілька центрів російських народних промислів. В 7 км на північний схід від Лобні у селі Федоскіно розвинуто виробництво федоскінської мініатюри — розписних лакових виробів, шкатулок, головним чином з пап'є-маше. У 10 км на схіл від Лобні в селі Жостово виробництво розписних металічних підносів, з 1928 року діє артіль, зараз фабрика декоративного розпису.

## Населення
| Рік  | тис. чол | рік  | тис. чол | рік  | тис. чол | рік  | тис. чол |
| ---- | -------- | ---- | -------- | ---- | -------- | ---- | -------- |
| 1926 | 0.3      | 1986 | 58       | 2001 | 59.7     | 2010 | 71.0     |
| 1959 | 12.2     | 1989 | 60.5     | 2003 | 61.6     | 2011 | 74.3     |
| 1967 | 24       | 1992 | 61       | 2005 | 65.6     | 2012 | 76.7     |
| 1970 | 30.5     | 1996 | 60.2     | 2006 | 66.3     | 2013 | 79.4     |
| 1979 | 51.8     | 1998 | 60.0     | 2007 | 67.1     |      |          |
| 1982 | 54       | 2000 | 59.7     | 2008 | 68.4     |      |          |

## Освіта та наука

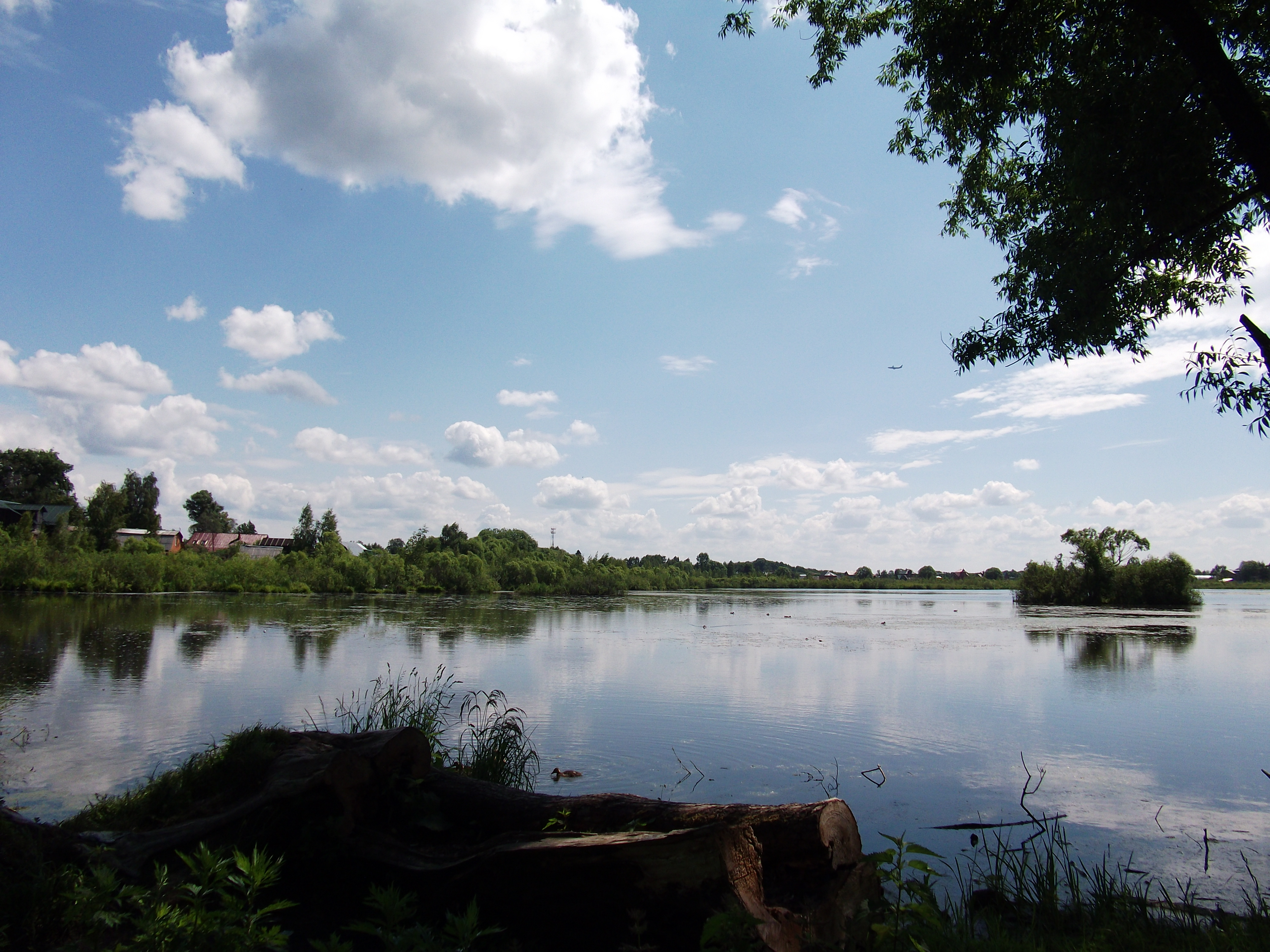
Озеро Кійово

У Лобні працює 13 шкіл, 15 дитячих садків, 4 недержавних освітніх установи, 3 установи додаткової освіти дітей. У місті є технікум будівельної індустрії та підприємництва, Інститут права, економіки та виробництва, Інститут бізнесу та політики. Також у місті розташовано Всеросійський науково-дослідний інститут кормів ім.. В. Р. Вільямса.

## Культура, ЗМІ
У Лобні працюють два театри: «Камерна сцена» та «Ляльки й люди», також є Муніципальна Художня галерея. Є музей бойової та трудової слави а також єдиний у світі музей танку Т-34.
У Музеї краєзнавства можна ознайомитись з історією Лобні від найдавніших часів до наших днів.

У місті виходить тижневик «Лобня» перший номер якої побачив світ 4 березня 1994 року. Також у місті працює телекомпанія «Лобня», а 2 січня 1999 року почало працювати «Радіо-Лобня»

Окрім того у Лобні виходить рекламна газета «Х-пресс-Лобня-09» яка має 8 шпальт формату А3.

## Пам'ятки історії та архітектури
Найстаріший район Лобні — територія колишнього села Кийово-Спаське, розташована на березі озера Кийово, де мешкає одна з найбільших у Європейській частині Росії колонії річкових мартинів. Тут збереглася Спаська церква (1769 р, бароко). В околицях Лобні збереглося багато архітектурних пам'яток 16-18 ст..

## Релігія
- Храм Архистратига Михаїла на Красній Поляні[11].

## Відомі уродженці
- Колосовський Микола Миколайович (1977—2016) — старший сержант Збройних сил України, учасник російсько-української війни.
- Котляков Володимир Михайлович (с. Червона Поляна, 1931) — російський гляціолог і географ, академік Російської академії наук, директор Інституту географії РАН.
- Мішустін Михайло Володимирович (Голова Уряду РФ з 16 січня 2020 року.)